# Patrik Štefan
Patrik Štefan, född 16 september 1980 i Příbram, Tjeckien, är en tjeckisk före detta professionell ishockeyspelare som valdes av Atlanta Thrashers som förste spelare totalt i NHL-draften 1999. 
Mellan åren 1999 och 2007 spelade Stefan 455 matcher för Thrashers innan han spelade en halv säsong i Dallas Stars. Han uppmärksammades i en match mot Edmonton Oilers den 4 januari 2007 när han med pucken missade tom bur från nära håll, vilket gjorde att Oilers kunde sätta upp ett sista anfall där Aleš Hemský kvitterade matchen med sekunder kvar av den tredje perioden. Stars vann matchen med 6–5 efter straffläggning. I oktober 2007 tvingades Stefan avsluta spelarkarriären på grund av skador.